# The NeverEnding Story III
The Neverending Story III: Escape from Fantasia (conocida en España también como Las aventuras de Bastian, y en Hispanoamérica, como La historia sin fin 3) es la última película de la saga. Es la única de las tres películas que se independiza totalmente de la novela de Michael Ende en la que se basa la historia.

## Argumento
Los Nastys, una banda del instituto donde estudia Bastián, no le dejan tranquilo, y como si no tuviera ya suficiente, le cuesta aceptar los planes de boda de su padre que incluirían una hermana: Nicole. Por ello se vuelve a refugiar en el libro de La Historia Interminable y en Fantasía. Pero se apoderan del libro y se dan cuenta del poder que tienen, poniéndola en peligro y causando un alboroto.
La Emperatriz Infantil le pide a Bastián que detenga a los Nastys y este elige a sus mejores amigos (Falkor, Engywook y Urgl) para acompañarlo al mundo de los humanos. Pero el hechizo es dañado por un joven comerocas, Junior, y a pesar de que se dispersan por todo el país, los amigos se encuentran e inician su plan para acabar con los Nastys. Pero por desgracia se encuentran a su querida hermanastra que se da cuenta de lo pasado con el libro

## Reparto
- Jason James Richter como Bastián Baltazar Bux.
- Melody Kay como Nicole.
- Jack Black como Slip.
- Freddie Jones como el Sr. Koreander
- Julie Cox como La Emperatriz Infantil.
- Moya Brady como Urgl.
- Tony Robinson como Engywook.
- Tracey Ellis como Jane Bux.
- Kevin McNulty como Barney Bux, el padre de Bastian.
- Frederick Warder cono el Comeroca.
- William Todd-Jones como la Sra. Comeroca
- Dave Forman como Comeroca, Jr.
- Gordon Robertson como Falkor.
- Kaefan Shaw como Bark Troll.

## A fondo
- La tercera película y la novela de Michael Ende solamente coinciden en el nombre y en algunos personajes.
- Los escenarios se crearon en los estudios de Babelsberg y no en los estudios Bavaria como sus dos antecesoras.
- Esta película tuvo más recursos técnicos, por lo que algunas figuras fantásticas, como Falkor y Comerocas, fueron retocadas para lograr una mejor óptica y estética.
- Respecto al argumento, la película no se deja influenciar por la lógica y no tiene en cuenta las otras dos películas.
- Al igual que en la segunda parte, se volvió a intercambiar completamente el equipo y el reparto de actores. Esta vez el papel de Bastián es interpretado por Jason James Ritcher, la Emperatriz Infantil por Julie Cox, mientras que el personaje de Atreyu no aparece.
- A diferencia de sus antecesoras, la tercera parte de la saga se desarrolla sobre todo en el mundo de los humanos.
- Esta película fue muy criticada en su tiempo y considerada la más floja de las tres.

## Banda Sonora
| N.º | Título                             | Performer(s)                     | Duración |  |
| 1.  | «The Neverending Story»            | Real Im-Pact                     | 3:36     |  |
| 2.  | «Give Peace A Chance (Single Mix)» | Intermission                     | 3:52     |  |
| 3.  | «Games People Play»                | Inner Circle                     | 3:26     |  |
| 4.  | «Girly Girl»                       | Lucilectric                      | 3:13     |  |
| 5.  | «Crash! Boom! Bang!»               | Roxette                          | 4:25     |  |
| 6.  | «Kiss From A Rose»                 | Seal                             | 4:47     |  |
| 7.  | «Mission Of Love (Radio Edit)»     | Nemorin                          | 3:33     |  |
| 8.  | «Heart Of Stone»                   | Dave Stewart                     | 4:36     |  |
| 9.  | «Shortcut To Forever»              | Phillip Ingram & Siedah Garrett  | 3:31     |  |
| 10. | «Fantasian Homecoming»             | The Munich Symphony Orchestra    | 2:50     |  |
| 11. | «I'm A Stoneman»                   | The Stoneman                     | 3:22     |  |
| 12. | «United (Radio Edit)»              | Prince Ital Joe feat. Marky Mark | 4:02     |  |
| 13. | «Hand In Hand»                     | Ophelia                          | 4:07     |  |
| 14. | «Back & Forth (LP Version)»        | Aaliyah                          | 3:51     |  |
| 15. | «Fire»                             | Shyboy                           | 3:38     |  |
| 16. | «How, How (The Pre Mix)»           | Yello                            | 5:54     |  |
| 17. | «Nasty World»                      | Real Im-Pact                     | 4:05     |  |
| 18. | «Dream On (The Neverending Story)» | Nemorin                          | 3:52     |  |
| 19. | «Born To Be Wild»                  | The Stoneman                     | 3:38     |  |
| 20. | «Shortcut To Forever»              | The Munich Symphony Orchestra    | 2:38     |  |